# Worldline
Worldline är ett franskt betal- och transaktionsföretag som grundades 1990.
I februari 2020 köpte Wordline Ingenico  och köpet fullföljdes i oktober 2020.